# アイリス・アプフェル
アイリス・アプフェル（英: Iris Apfel、1921年8月29日 - 2024年3月1日）は、アメリカ合衆国のインテリアデザイナー、実業家、ファッションアイコン。
化粧品ブランドのMAC Cosmeticsとのコラボレーションコレクションをはじめ、ニューヨークの百貨店バーグドルフ・グッドマン でのウィンドウディスプレイの展示、世界各地でのワードローブの展覧会が行われている。

## 来歴
アメリカ・ニューヨーク市クイーンズ区のアストリア地区生まれ。両親はともにロシア系ユダヤ人で、ガラスと鏡を扱う商売をしていた。
4歳の頃よりファッションにこだわりがあり、きちんとした服やファッションについてのルールが嫌いだった。かつてアメリカに存在した「白いボトムを着ても良い期間」についてもインタビューで「馬鹿げてる」と語っている。
ニューヨーク大学でアート史を学んだ後、ウィスコンシン大学のアートスクールに入学し、Women's Wear Daily紙に就職。
1948年に結婚後、1950年代に夫のカールと家具の修復をする会社「Old World Weavers」を設立し、この会社が後にアンティークのテキスタイルを再現・製造する事業で成功する。
2005年、ニューヨークのメトロポリタン美術館のコスチュームインスティチュート(英: Costume Institute)で、服とジュエリーの展覧会「Rara Avis: Selection from the Iris Apfel Collection」を開催。
2014年、自身のドキュメンタリー映画「Iris」が公開。
2015年8月1日、夫カールが死去。
2016年3月5日、2014年に公開された映画「Iris」が邦題「アイリス・アプフェル！94歳のニューヨーカー」として日本で公開。
2018年3月6日、「Iris Apfel：Accidental Icon」発売。
2024年3月1日にフロリダ州パームビーチの自宅で死去。102歳没。

## 書籍
- Accidental Icon（2018年、出版社：Harper Design）[11]

## 出演

### 映画
- 『アイリス・アプフェル！94歳のニューヨーカー』（2014年、英: Iris）- 本人のドキュメンタリー映画。日本での公開は2016年3月。